# بلمرة بالإضافة
البلمرة بالإضافة، تفاعل بلمرة تتكون فيه المبلمرات عبر تفاعلات إضافة مستقلة فردية. تحدث هذه العملية بصيغة تفاعل بين مجموعات وظيفية على جزيئات ذات درجات منخفضة من البلمرة، ثنائية أو ثلاثية الوحدات أو الأوليغومرات ، لتكوين أنواع ذات كتلة مولية أعلى. بخلاف البلمرة بالتكاثف، وعلى النقيض من البلمرة المتسلسلة، ينشأ البوليمر هنا عندما تكون العملية قد وصلت إلى نهايتها تقريبا.
مثال أنموذجي على هذا النوع من التفاعل هو البولي يوريثان .